# Andrew Buchan
Andrew Buchan, född 19 februari 1979 i Stockport, Greater Manchester, är en brittisk skådespelare.
Buchan växte upp i Bolton och har en examen från Durhams universitet i moderna språk. Han är gift med skådespelaren Amy Nuttall.
Han har bland annat medverkat i TV-serier som Broadchurch (2013–2017) och The Honourable Woman (2014).

## Filmografi i urval
- 2006 – Jane Eyre (TV-serie)
- 2007 – Party Animals (TV-serie)
- 2008–2009 – The Fixer (TV-serie)
- 2009 – Nowhere Boy
- 2009–2011 – Garrow's Law (TV-serie)
- 2013–2017 – Broadchurch (TV-serie)
- 2014 – The Honourable Woman (TV-serie)
- 2017 – All the Money in the World
- 2018 – The Mercy
- 2019 – The Crown (TV-serie)
- 2020 – Alex Rider (TV-serie)
- 2024 – Apartment 7A